# Aleksandr Dodonow
Aleksandr Siergiejewicz Dodonow (ros. Александр Сергеевич Додонов), ur. 15 sierpnia?/28 sierpnia 1907 w miejscowości Norskoje (obecnie część Jarosławia, zm. 13 maja 1994 w Moskwie) – radziecki lotnik wojskowy, Bohater Związku Radzieckiego (1943).

## Życiorys
Urodził się w rodzinie robotniczej. Po ukończeniu 7 klas pracował w fabryce „Krasnyj Pieriewał” w Jarosławiu, później uczył się w technikum chemiczno-matematycznym. Od 1929 służył w Armii Czerwonej. W 1933 ukończył wojskową lotniczą szkołę pilotów w Woroszyłowgradzie (obecnie Ługańsk), od 1932 należał do WKP(b), był lotnikiem pułku bombowców dalekiego zasięgu na Ukrainie. Od czerwca 1941 uczestniczył w wojnie z Niemcami jako drugi pilot, dowódca samolotu i dowódca eskadry w składzie 746 pułku bombowców 45 Dywizji Lotniczej Lotnictwa Dalekiego Zasięgu. Do lutego 1943 wykonał sto nocnych nalotów bombowych na obiekty znajdujące się na głębokich tyłach przeciwnika, w tym na Królewiec (28 sierpnia 1941 i 9 września 1942), Gdańsk (wiosną 1943), Bukareszt (wiosną 1943), Warszawę (wiosną 1943), Białystok (wiosną 1943), Wilno (wiosną 1943), Smoleńsk, Orzeł, Briańsk (12 lipca 1942), Sieszczę, Orszę, Zaporoże, Stalino, Memel i Tilsit. Od sierpnia 1941 do sierpnia 1944 wykonał 149 lotów bojowych. W 1946 został zwolniony do rezerwy w stopniu majora, później pracował w Lotnictwie Polarnym, latał m.in. nad Morzem Karskim i Morzem Łaptiewów.

## Odznaczenia
- Złota Gwiazda Bohatera Związku Radzieckiego (25 marca 1943)[1]
- Order Lenina (25 marca 1943)
- Order Czerwonego Sztandaru (18 sierpnia 1942)
- Order Aleksandra Newskiego (6 listopada 1944)
- Order Wojny Ojczyźnianej I klasy (6 kwietnia 1985)
- Order Czerwonej Gwiazdy (dwukrotnie – 22 października 1941 i 6 listopada 1945)
- Medal „Za zasługi bojowe” (3 listopada 1944)

I inne.